# Ван-Біббер-Лейк (Індіана)
Ван-Біббер-Лейк (англ. Van Bibber Lake) — переписна місцевість (CDP) в США, в окрузі Патнем штату Індіана. Населення — 460 осіб (2020).

## Географія
Ван-Біббер-Лейк розташований за координатами 39°43′45″ пн. ш. 86°55′47″ зх. д. / 39.72917° пн. ш. 86.92972° зх. д. (39.729211, -86.929778).  За даними Бюро перепису населення США в 2010 році переписна місцевість мала площу 0,92 км², з яких 0,67 км² — суходіл та 0,25 км² — водойми.

## Демографія
Згідно з переписом 2010 року, у переписній місцевості мешкало 485 осіб у 212 домогосподарствах у складі 131 родини. Густота населення становила 528 осіб/км².  Було 464 помешкання (505/км²).
Расовий склад населення:
| - 98,8 % — білих - 0,6 % — азіатів - 0,2 % — корінних американців |

До двох чи більше рас належало 0,0 %. Частка іспаномовних становила 0,6 % від усіх жителів.
За віковим діапазоном населення розподілялося таким чином: 19,8 % — особи молодші 18 років, 60,2 % — особи у віці 18—64 років, 20,0 % — особи у віці 65 років та старші. Медіана віку мешканця становила 47,3 року. На 100 осіб жіночої статі у переписній місцевості припадало 106,4 чоловіків;  на 100 жінок у віці від 18 років та старших — 104,7 чоловіків також старших 18 років.
Середній дохід на одне домашнє господарство  становив 29 859 доларів США (медіана — 18 854), а середній дохід на одну сім'ю — 48 642 долари (медіана — 36 500). За межею бідності перебувало 26,8 % осіб, у тому числі 100,0 % дітей у віці до 18 років та 0,0 % осіб у віці 65 років та старших.
Цивільне працевлаштоване населення становило 52 особи. Основні галузі зайнятості: роздрібна торгівля — 28,8 %, будівництво — 25,0 %, виробництво — 23,1 %, освіта, охорона здоров'я та соціальна допомога — 23,1 %.